# 汤普森 (加拿大)
汤普森（Thompson），加拿大马尼托巴省北部城市，位于温尼伯以北739公里。总人口13,123（2011年），为马尼托巴省第5大城市。